# Groombridge
Groombridge est un village du Kent et du Sussex de l'Est, en Angleterre.